# Margaret Rule
Margaret Helen Rule, née le 27 septembre 1928 à High Wycombe dans le Buckinghamshire et morte le 9 avril 2015, est une archéologue britannique. Elle est surtout connue pour avoir dirigé le projet d'excavation du navire de guerre tudor Mary Rose en 1982,,.

## Jeunesse et études
Margaret Rule, née Martin, voit le jour dans le Buckinghamshire, le 27 septembre 1928. Elle étudie la chimie à l'Université de Londres.

## Carrière
Elle est commissaire du Palais romain de Fishbourne, et commence son travail en archéologie maritime lorsqu'elle est consultée sur les premières recherches du Mary Rose. 
En mars 1982, Margaret Rule se rend à Adelaide, au sud de l'Australie, pour la seconde conférence de l’hémisphère Sud portant sur l'archéologie maritime, en tant que spécialiste de la question. Au cours de cette conférence, elle visite le port historique de Morgan, sur le fleuve Murray,  et effectue des recherches avec des membres de la Société pour la recherche historique sous-marine (Society for Underwater Historical Research, SUHR), dans le but d'enregistrer et de récupérer des éléments issus du lit du fleuve, le long du quai du port,.

## Décès

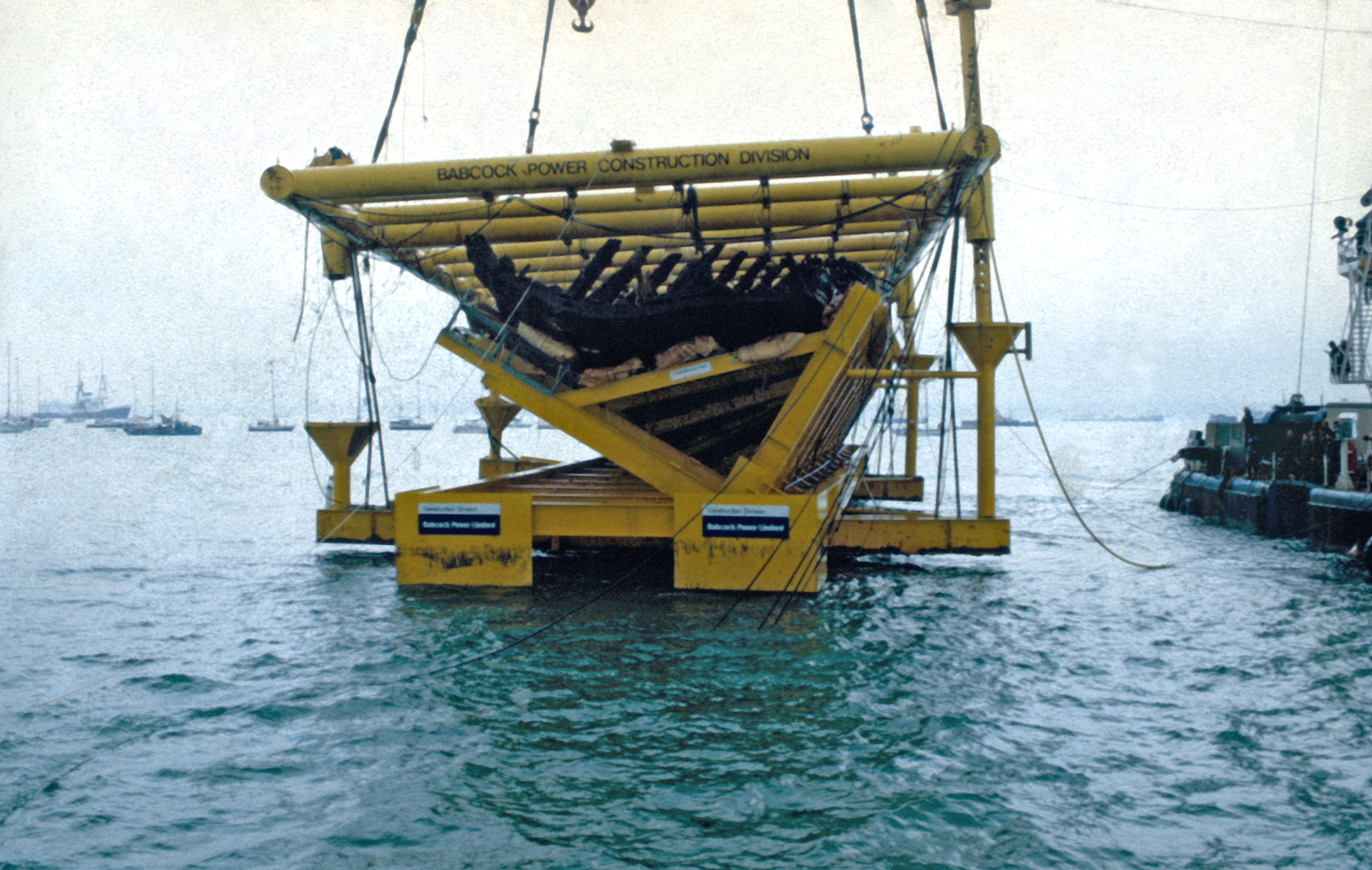
Sortie du Mary Rose.

Margaret Rule est atteinte de la maladie de Parkinson et d'arthrite à la fin de sa vie. Elle meurt le 9 avril 2015, âgée de 86 ans.

## Distinctions
Elle est faite commandeur de l'Ordre de l'Empire britannique. En 1995, le National Maritime Museum de Greenwich lui décerne la médaille Caird. En 2001, l'université de Portsmouth nomme un de ses bâtiments destiné à l'hébergement des étudiants en son honneur. En 2008, elle reçoit le prix Colin Mcleod pour son effort dans la “Promotion de la coopération internationale dans le domaine de la plongée” par le British Sub-Aqua Club.

## Publications
- (en) Alec Down et Rule, Margaret, Chichester Excavations, Chichester, West Sussex, Chichester Civic Society Excavations Committee, 1971 (ISBN 0-9501438-0-4)
- (en) Floor Mosaics in Roman Britain, Londres, Macmillan / Sussex Archaeological Trust, 1974 (ISBN 0-333-14828-2)
- (en) Fishbourne Roman Palace, Sussex, Sussex Archaeological Society, 1977
- (en) The Mary Rose : the Excavation and Raising of Henry VIII's Flagship, Leicester, Windward, 1982 (ISBN 0-7112-0316-4)
- (en) A Gallo-Roman Trading Vessel from Guernsey : The Excavation and Recovery of a Third Century Shipwreck, Guernsey, Guernsey Museums & Galleries, 1993 (ISBN 1-871560-03-9)
- (en) Conservation Science : Heritage Materials, Cambridge, UK, RSC Publishing, 2006, 376 p. (ISBN 0-85404-659-3, lire en ligne)